# Radványi László
Radványi László (Johann Lorenz Schmidt; Budapest, 1900. december 13. – Berlin, 1978. július 3.) magyar-német közgazdász és egyetemi tanár.

## Pályafutása
Magyarországi zsidó családba született, már 16 évesen megjelent első verseskötete, amihez Karinthy Frigyes írt előszót. 1916-tól résztvevője volt a Vasárnapi Kör összejöveteleinek is. A Tanácsköztársaság bukása után Bécsbe emigrált. 1921-től a Heidelbergi Egyetem közgazdasági fakultására járt, 1923-ban doktorált. Az 1920-as évek elején ismerkedett meg Anna Seghers-szel, akit feleségül vett, majd Berlinbe költöztek. Ekkor vette fel a Johann Lorenz Schmidt nevet. Belépett a Németország Kommunista Pártjába. A fasizmus uralomra jutása után Franciaországba emigrált, majd az 1940-es náci bevonulást követően rövid időre a Le Vernet-i koncentrációs táborba került. Később Mexikóba emigrált, ahol a mexikói elnök egyik gazdasági tanácsadójaként dolgozott. A fejlődő országok problémáival is ez idő tájt kezdett foglalkozni, több több művet is megjelentetett a témában. 1947-ben Berlinben telepedett le.

## Válogatott művei
- Der Chiliasmus: ein Versuch zur Erkenntnis der chiliastischen Idee und des chiliastischen Handelns. Budapest: Lukács Archívum 1985. Dissertation Heidelberg, 1923 ISBN 978-9630165891
- Probleme des Neokolonialismus: die Besonderheiten des westdeutschen Neokolonialismus. Berlin: Akademie-Verlag, 1963
- Die Entwicklungsländer: Ursprung, Lage, Perspektive. Berlin: Verlag Die Wirtschaft, 1974
- Internationale Konzerne. Berlin: Verlag Die Wirtschaft, 1981

## Magyarul
- J.-L. Schmidt: A nem kapitalista út. Fő jellemvonások, problémák és perspektívák; MTA KESZ, Bp., 1973 (Tanulmányok a fejlődő országokról)